# Latipalpus elegans
Latipalpus elegans är en skalbaggsart som beskrevs av Takashi Itoh 1999. Latipalpus elegans ingår i släktet Latipalpus och familjen Melolonthidae. Inga underarter finns listade i Catalogue of Life.